# Jacob Speyer

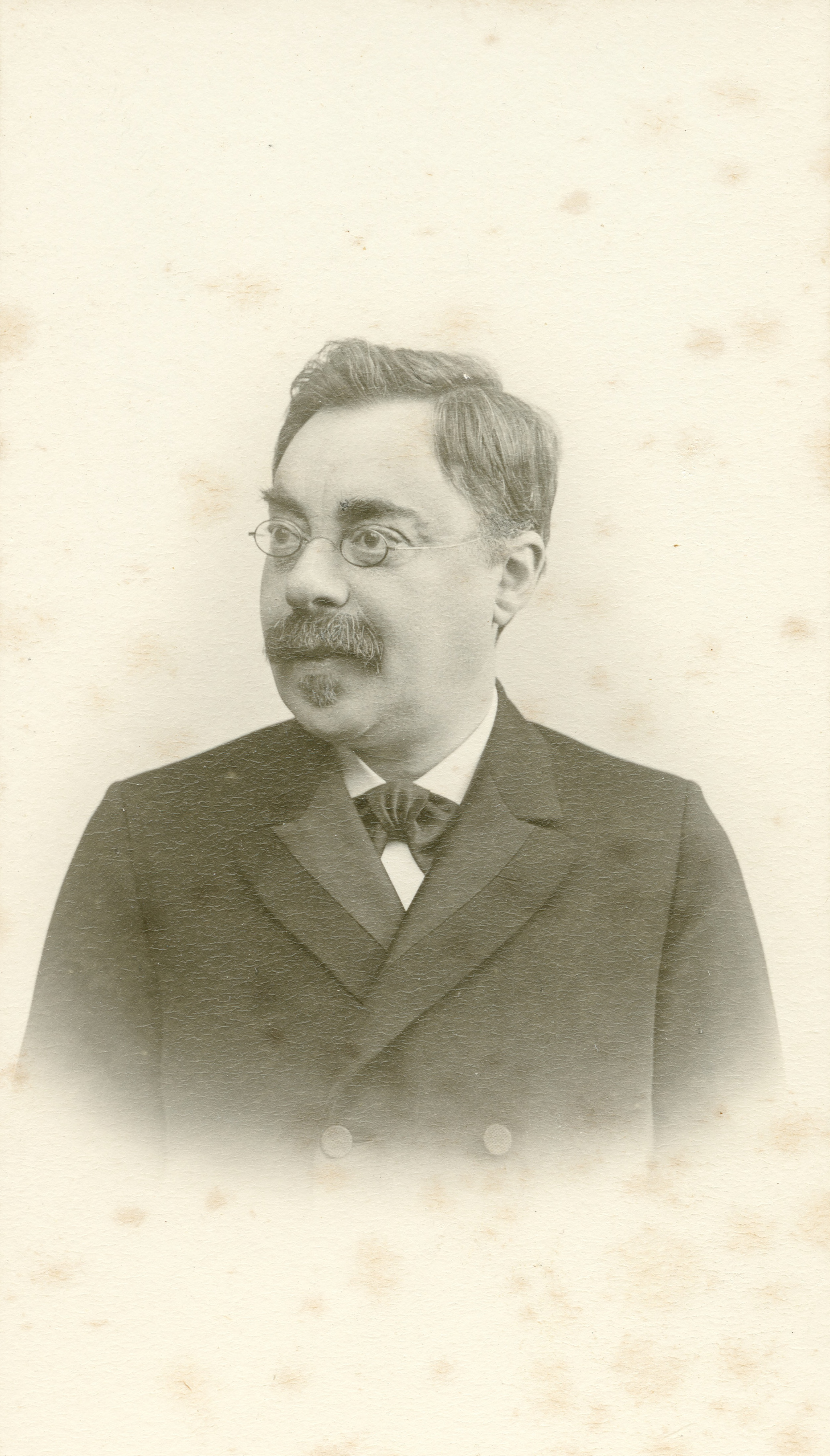

Jacob Samuel Speyer (Amsterdam, 20 december 1849 — Leiden, 2 november 1913) was een Nederlands taalkundige en filoloog.
Speyer werd vooral bekend als onderzoeker, verzorger van tekstuitgaven, en vertaler van het Sanskriet. Hij verkreeg internationale vermaardheid met zijn hoofdwerk Sanskrit Syntax (1886).

## Biografie
Speyer werd geboren in Amsterdam en studeerde in Amsterdam en Leiden, waar hij in december 1872 promoveerde op een proefschrift over hindoe-geboorterituelen.
In 1877 werd hij benoemd tot lector in het Sanskriet aan de Gemeente-Universiteit Amsterdam en in 1889 tot hoogleraar Latijn aan de Rijksuniversiteit Groningen. In datzelfde jaar werd hij lid van de Koninklijke Nederlandse Akademie van Wetenschappen. Van 1902 tot en met 1903 was hij de rector magnificus van de Rijksuniversiteit Groningen. Na het einde van zijn rectoraat in 1903 maakte hij de overstap naar de Rijksuniversiteit Leiden waar hij als hoogleraar Sanskriet Hendrik Kern opvolgde.
Speyer schreef en doceerde niet alleen over het Latijn en Sanskriet, maar over een veelheid van onderwerpen op het gebied van de taalkunde, letterkunde, antropologie, filosofie en religie van de klassieke oudheid en de Oriënt. Hij overleed in Leiden.